# Martín Dávila Gándara
Martín Dávila Gándara (* 12. Mai 1965 in Colotlán, Jalisco) ist ein mexikanischer Geistlicher und Vagantenbischof der Sociedad Sacerdotal Trento in der Sukzession des Pierre Martin Ngô Đình Thục.

## Leben
Martín Dávila Gándara wurde am 10. Juni 1965 in der Kirche San Luis Obispo in Colotlán getauft und am 21. Januar 1966 gefirmt. 1972 zog seine Familie nach Ciudad Juárez. Als Jugendlicher besuchte er oft die von der Priesterbruderschaft St. Pius X. betreute Kirche Jesús y María in El Paso. Im Juli 1985 trat Dávila Gándara in das vom sedisvakantistischen Bischof Moisés Carmona gegründete Priesterseminar San Benito in Hermosillo ein. Als Diakon war er ab Dezember 1988 Assistent von Moisés Carmona in Acapulco. Dieser weihte ihn am 29. Dezember 1989 in der Kirche Divina Providencia in Acapulco zum Priester.
Dávila Gándara war zunächst als Seelsorger in den Bergen von Guerrero tätig, bevor er nach Ciudad Guadalupe Victoria entsandt wurde. Später wurde er nach San Pablo Atlazalpan versetzt. Von 1990 bis 1994 war Martín Dávila Gándara Pfarrer der Kirche Santiago Apóstol in Dos Caminos. Danach wirkte er in Hermosillo, wo er den Bau der Kirche Inmaculado Corazón de María vorantrieb und Katechesestunden für Kinder und Jugendliche organisierte. Von Dezember 1996 bis Januar 1998 war Dávila Gándara Pfarrer in Chihuahua und in Torreón. In Chihuahua ließ er die Kirche San Miguel Arcángel bauen.
Am 14. Oktober 1998 wurde Martín Dávila Gándara durch die Priester der Sociedad Sacerdotal Trento („Priesterbruderschaft Trient“) zum Bischof gewählt. Im Oktober 2002 erwarb Dávila Gándara am Instituto de Ciencias y Educación superior in Hermosillo ein Diplom.
Martín Dávila Gándara vertritt die These von der Sedisvakanz des Apostolischen Stuhles und ist Oberer der Sociedad Sacerdotal Trento.